# Object storage
Object storage (též OSD nebo object-based storage) je v informatice typ úložného zařízení pro ukládání dat, podobně jako disk. Pracuje však na vyšší úrovni. Místo blokově orientovaného rozhraní, které zapisuje a čte data v blocích pevně stanovené délky, organizuje OSD data do flexibilních, datových kontejnerů, tzv. objektů. Každý objekt se skládá z dat (neinterpretovaná posloupnost bajtů) a metadat popisujících objekt. Rozhraní OSD obsahuje příkazy k vytvoření a odstranění objektů, k zápisu přečtených bytů do jednotlivých objektů, nastavení a získání atributů objektů. OSD je zodpovědné za správu ukládání objektů a jejich metadat. Také implementuje přístupová oprávnění, která řídí přístup k objektu. K OSD byla přiřazena standardní sada příkazů pro SCSI.

## OSD standard
Rozhodnutí o rozšíření SCSI příkazů o příkazy pro manipulaci s objekty byl vydán pracovní skupinou Storage Networking Industry Association (SNIA) za spolupráce s International Committee for Information Technology Standards (INCITS) a výborem T10, který je zodpovědný za všechny SCSI standardy. Výchozí OSD standard pro objektové příkazy pro úložná zařízení byl schválen v roce 2004.
V OSD standardu, jsou objekty určeny 64bitovým ID oddílu a 64bitovým ID objektu. Oddíly jsou vytvářeny a odstraňovány v OSD. Objekty jsou zase vytvářeny a odstraňovány v rámci oddílů. Nejsou žádné pevné rozměry spojené s oddíly nebo objekty. Mohou zvětšovat nebo se zmenšovat. Jedinou hranicí je omezení logickými kvótami na oddíl a samozřejmě velikostí zařízení.
OSD standard obsahuje rozšiřitelnou sadu atributů, popisujících objekty. Třeba jaký je počet bytů v objektu, nebo čas změny objektu. V OSD nejsou interpretovány soubory objektů na vyšší úrovni a úložné systémy které používají OSD pro trvalé uložení. Například atributy používané ke klasifikaci objektů nebo zachycující vztahy mezi různými objekty uloženými na různých OSD.
Příkazy pro čtení a zápis mohou být kombinovány s příkazy pro získávání a nastavování atributů. Tato schopnost snižuje počet případů, kdy na vysoké úrovni je úložný systém větší, než rozhraní OSD a může zlepšit celkovou efektivitu.